# Trường Rajini
Trường Rajini (tiếng Thái: โรงเรียนราชินี, RTGS: Rachini, nghĩa là "Trường Hoàng hậu") là một trường nữ sinh tư thục ở Thái Lan và là một trong những trường học lâu đời nhất ở nước này. Nó được thành lập vào năm 1904 bởi Hoàng hậu Saovabha Phongsri như một sự thay thế cho Trường Sunanthalai đã đóng cửa trước đó không lâu, mà trước đây bà cũng đã tài trợ để thành lập. Trường tọa lạc tại quận Phra Nakhon của Bangkok, ở cực nam của đảo Rattanakosin lịch sử. Ngày nay, trường này nhận học sinh mẫu giáo cho đến học sinh trung học phổ thông, với số lượng đăng ký là 2.861 học sinh vào năm 2019, và được biết đến với các giá trị truyền thống. Tòa nhà Sunanthalai lịch sử là một di tích cổ được liệt kê.

## Lịch sử
Vào cuối thế kỷ XIX, Thái Lan, trước đây được gọi là Xiêm, đã trải qua quá trình hiện đại hóa nhanh chóng hệ thống giáo dục của nước này. Các trường được thành lập bởi các nhà truyền giáo phương Tây cũng như chính phủ của Vua Chulalongkorn (Rama V). Tuy nhiên, trọng tâm của nhà vua chủ yếu tập trung vào giáo dục nam giới và việc thành lập các trường học cho nữ sinh bị tụt hậu đáng kể so với các trường dành cho nam sinh. Năm 1892, Trường nữ sinh Sunanthalai thuộc sở hữu của chính phủ (hay Sunandalaya, สุนันทาลัย) được thành lập dưới sự lãnh đạo của Hoàng hậu Saovabha Phongsri, một phần để đáp ứng với sự phát triển của các trường Thiên chúa giáo Trường nữ sinh Wang Wang (tiền thân của Học viện Wattana Wittaya ngày nay) đã được thành lập bởi các nhà truyền giáo của Trưởng lão vào năm 1874, và được sự ủng hộ từ cả hai tầng lớp thường dân và những gia đình giàu có. Trường Sunanthalai được thiên theo truyền thống hơn nhiều, dạy các kỹ năng trong nước của hoàng gia cũng như các môn học thuật. Tuy nhiên, trong khi trường học nhận được sự quan tâm từ hoàng gia mở rộng, chính phủ và Nhà vua lại không nhiệt tình. Trường gặp khó khăn về tài chính, và bị đóng cửa vào năm 1902.

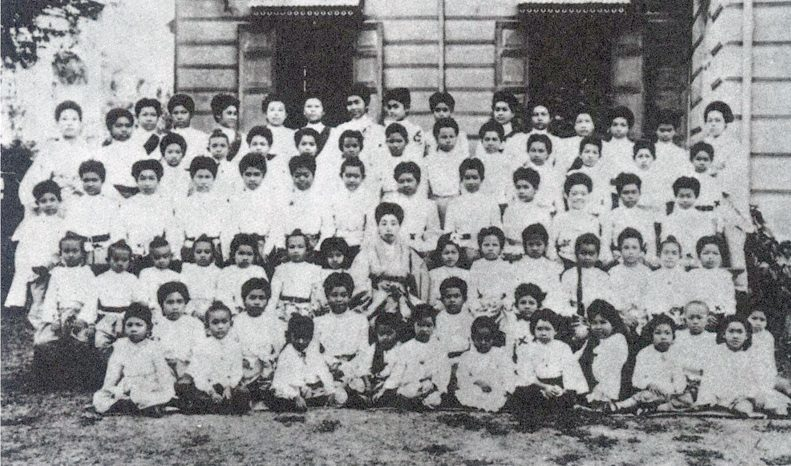
Một trong những lớp học đầu tiên của học sinh, với hiệu trưởng người Nhật Bản Yasui Tetsu (ngồi, giữa)

Vào ngày 1 tháng 4 năm 1904 (một số nguồn cho rằng vào năm 1903 ), Hoàng hậu Saovabha đã thành lập một trường học mới bằng cách sử dụng quỹ riêng của mình và đặt tên là Rajini, nghĩa là "Trường học của Hoàng hậu". Một trong những vấn đề chính với Sunanthalai, theo quan điểm của cô, là chương trình giảng dạy của nó quá Tây (đội ngũ giảng dạy ban đầu của nó bao gồm các phụ nữ truyền giáo phương Tây).  Theo đó, nhà giáo dục Nhật Bản Yasui Tetsu được thuê làm hiệu trưởng đầu tiên của trường mới, tạo cho trường một định hướng theo phương Đông để chống lại ảnh hưởng của phương Tây đang gia tăng ở Thái Lan vào thời điểm đó.  Một phần nhờ vào sự liên kết trực tiếp với Hoàng hậu, ngôi trường trở nên phổ biến trong các gia đình quý tộc, và cũng có quỹ để mở rộng.
Trường dần dần phát triển trong suốt lịch sử của nó, và chương trình giảng dạy được hiện đại hóa theo sự phát triển của quốc gia này. Công chúa Bichitra Chirabha Devakul, người phụ nữ Thái Lan đầu tiên trở thành giảng viên chuyên nghiệp, là hiệu trưởng của trường từ năm 1907 cho đến khi bà qua đời năm 1943, và có ảnh hưởng lớn đến sự phát triển ban đầu của trường. Sau cái chết của Hoàng hậu Saovabha năm 1919, trường học dưới sự bảo trợ của một số hoàng tộc, cho đến khi Quỹ Rajini được thành lập để quản lý trường học vào năm 1941.

## Khuôn viên

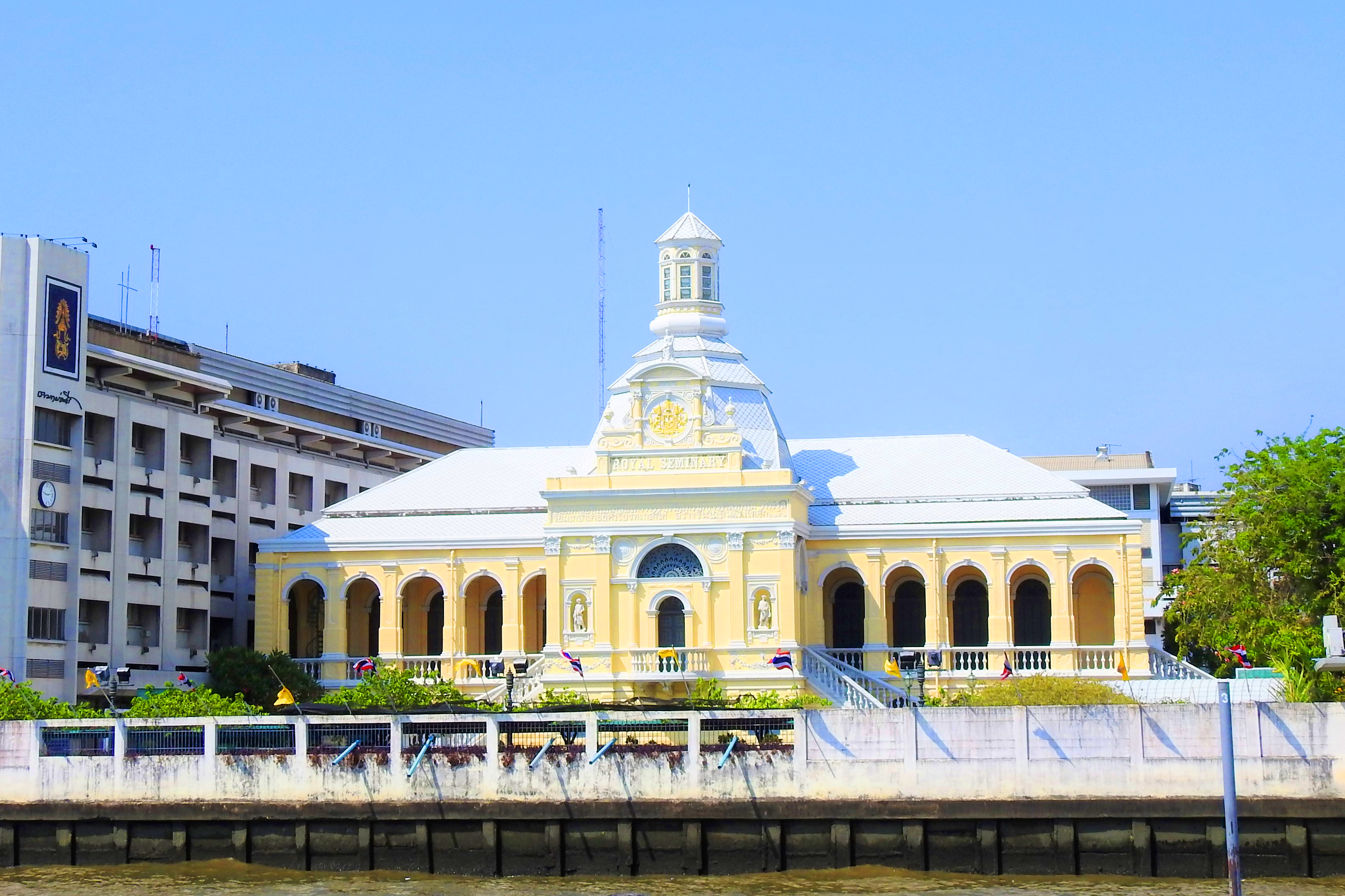
Tòa nhà Sunanthalai, nhìn từ phía sông vào năm 2019

Trường Rajini nằm ở cuối phía nam của đường Maharat, bên cạnh con hào của thành phố cổ, nơi nó gặp sông Chao Phraya, đánh dấu góc phía nam của đảo Rattanakosin bên trong của thành phố cổ. Nó nằm ngay cạnh bến tàu Rachini và ga tàu điện ngầm Sanam Chai. Trường có mười tòa nhà cao tầng, năm trong số đó tổ chức các lớp học, nổi bật nhất là Tòa nhà Sunanthalai lịch sử-tòa nhà được xây dựng đầu tiên.

### Tòa nhà Sunanthalai
Tòa nhà Sunanthalai được vua Chulalongkorn ủy nhiệm xây dựng vào năm 1880. Nó và trường Sunanthalai được đặt tên để tưởng nhớ Hoàng hậu Sunanda Kumariratana, một trong bốn vị hoàng hậu của ông, người đã qua đời vào năm đó. Một số nguồn cho rằng được kiến trúc sư người Ý Joachim Grassi thiết kế, tòa nhà được thiết kế theo phong cách tân cổ điển, với mặt bằng hình chữ thập, mái hông và một bệ trang trí lớn với tác phẩm bằng vữa mô tả áo choàng hoàng gia với tên. " Chủng viện Hoàng gia ", theo đó tòa nhà cũng được biết đến. Hai tầng của tòa nhà nằm phía sau các cung điện trải dài toàn bộ mặt tiền của mặt tiền. Mặt trước của tòa nhà ban đầu được thiết kế hình vương miện với mái hình bát giác xếp tầng trên cùng với một tháp đèn lồng, nhưng kiến trúc này đã bị gỡ bỏ vào khoảng giữa năm 1917 và 1946.
Tòa nhà ban đầu có một tòa tháp sinh đôi gần đó, được gọi là Tòa nhà South Sunanthalai hoặc "Tòa nhà Đồng hồ". Đến thập niên 1960, tòa nhà phía nam được coi là đã xuống cấp không thể sửa chữa được, và bị phá hủy. Tòa nhà Sunanthalai đã nhận được Giải thưởng Bảo tồn Kiến trúc ASA vào năm 1982 và đã được phục hồi vào năm 1985. Để kỷ niệm một trăm năm thành lập trường, Quỹ Rajini năm 2005 đã ủy thác công việc trùng tu lớn nhằm mục đích đưa tòa nhà gần với diện mạo ban đầu, bao gồm xây dựng lại mái vòm và nâng cao nền móng. Công trình bị hư hại nặng nề bởi một vụ hỏa hoạn vào ngày 25 tháng 8 năm 2005 đã làm hỏng cấu trúc mái nhà, mặc dù việc khôi phục vẫn tiếp tục và hoàn thành vào năm 2006. Tòa nhà được đăng ký là một di tích cổ vào ngày 23 tháng 6 năm 2005.

## Quản trị và cơ cấu
Trường Rajini hoạt động như một trường học tư thục, hoàn toàn thuộc sở hữu của Quỹ Rajini. Mom Luang Pratintip Nakornthap giữ chức giám thị và Reongsiri Singhadej là giám đốc của trường này kể từ năm 2019.
Trường bao gồm các lớp mẫu giáo cho đến các lớp cấp trung học phổ thông (từ 4 đến 18 tuổi) của Thái Lan, và nhận một số ít nam sinh ở cấp mẫu giáo và tiểu học. Nó đã có một đợt tuyển sinh gồm 2.861 em trong năm học 2019, bao gồm 2.785 nữ và 76 nam.
Ngày nay, trường tiếp tục truyền thống nhấn mạnh phẩm chất của "người phụ nữ Thái Lan" đúng đắn như những giá trị mà nó mang lại cho học sinh của trường. Nó được biết đến với việc dạy các nghề thủ công và kỹ năng truyền thống, và sinh viên của nó thường trình diễn các nghề thủ công như làm phang malai garland và chạm khắc trái cây và rau quả tại các lễ hội nghệ thuật được tổ chức thường niên.

## Cựu sinh viên đáng chú ý

### Hoàng tộc
- Công chúa Bajrakitiyabha [19]
- Công chúa Bejaratana [20]
- Công chúa Galyani Vadhana [21]
- Công chúa Indrasakdi Sachi [22]
- Hoàng hậu Rambai Barni [23]
- Hoàng hậu Sirikit [24]
- Công chúa Soamsawali [25]
- Sucharit Suda, người phối ngẫu của vua Vajiravudh
- Công chúa Vallabha Devi [26]
- Công chúa Vimolchatra [27]

### Khác
- Charoenchai Sundaravadin [th], nhạc sĩ cổ điển người Thái Lan [28]
- Kaimook Chuto, nhà điêu khắc [29]
- Krisna Asoksin, nhà văn [30]
- Marsha Vadhanapanich, nữ diễn viên [31]
- Patravadi Mejudhon, nhà viết kịch
- Poonsapaya Navawongs na Ayudhya, học giả giáo dục
- Preeya Chimchom [th], kiến trúc sư và nhà quy hoạch đô thị
- Preeya Kasemsant na Ayutthaya [th], dược sĩ và quan chức chống tham nhũng Thái Lan [32]
- Seni Pramoj, thủ tướng Thái Lan [33]
- Somsri Pausawasdi, chủ tịch Hội đồng Y khoa Hoàng gia [25]
- Teeradon Supapunpinyo, diễn viên
- Tej Bunnag [th], đại sứ
- Thanadsri Svasti, ca sĩ và nhà phê bình ẩm thực